# Valdemar Schønheyder Møller
Valdemar Christian Schønheyder Møller (født 5. januar 1864 i Aarhus, død 3. maj 1905 sammesteds) var en dansk maler.
Schønheyder Møller gik kun på Kunstakademiet i København et enkelt år i begyndelsen af 1880'erne, før han skiftede til Kunstnernes Studieskole, og fik undervisning af P.S. Krøyer. Her mødte han maleren Vilhelm Hammershøi, som han blev gode venner med, og som han optog en del fotografier for, som Hammershøi anvendte som udgangspunkt for flere af sine malerier. Schønheyder Møller var således blandt de første danske malere, der arbejdede kunstnerisk med fotografiet. Fotografier af ham kendes fra sidste halvdel af 1880'erne, hvor han boede i Valby.
Ophold i Skagen
I begyndelsen af 1890'erne boede Schønheyder Møller i Skagen, hvor han stiftede bekendtskab med kunstnerkolonien Skagensmalerne. Han kom til Skagen første gang i 1891 og besøgte atter stedet 1893, hvor han for sidste gang stiftede bekendtskab med den berømte kunstnerkoloni. Anna Ancher var meget interesseret i hans kunst, og det eneste portræt, som hun har malet til Brøndums Hotels spisesal, er et portræt af ham. Han forærede desuden et af sine malerier til Anna Ancher, nemlig billedet Per Bollerhus' rønne, der også ejes af Skagens Museum. I Skagen påbegyndte han sit intensive studie af lyset, som han senere fortsatte i Fontainebleau ved Paris, hvor han bosatte sig fra midten af 1890'erne. Dette studie resulterede i en række lysende landskabsmotiver, hvor solens lys står som det centrale tema.
Udlandsrejser
I 1894 rejste Schønheyder Møller til Paris, og i 1896 bosatte han sig i Fontainebleau, hvor han i mange værker arbejdede intensivt med at gengive solens blændende lys, der bryder frem gennem skovens træer. Han stirrede også direkte på solen for at kunne male de farvepletter, der fremkaldes på nethinden som efterbilleder. I Frankrig blev han kendt som Le peintre du Soleil, og der kendes omkring 30 malerier, hvor han har arbejdet med sollyset og efterbilleder.
Selvom værker af Schønheyder Møller i dag kan opleves på ARoS og Skagens Museum, er han ikke særlig kendt, men var i sin samtid langt mere kendt. Her udstillede han flere gange på Charlottenborg Forårsudstilling samt i adskillige europæiske storbyer, og han var sågar repræsenteret på Verdensudstillingen i Paris i 1889.
Han modtog støtte fra Den Hielmstierne-Rosencroneske Stiftelse 1889-90.
Schønheyder Møller var manio-depressiv, og i 1901 blev han for sidste gang indlagt på Psykiatrisk Hospital i Aarhus, hvor han døde i 1905.

## Billeder
| - Værker af Valdemar Schønheyder Møller - Augustaften, 1886 (radering) - Stine og Per Bollerhus' rønne, 1891/93 |

| - Frida Schytte, 1893 - Madklokken i haven ved Brøndums Hotel, 1893 - Blomstrende aftenprimula, 1893 (Toårig natlys?) - Gustav Wied, 1894 - Solnedgang ved Fontainebleau fra 1896 |